# Антверпен (аэропорт)
Антверпенский международный аэропорт (нидерл. Internationale Luchthaven Antwerpen) (ИАТА: ANR, ИКАО: EBAW) — аэропорт в Бельгии. Расположен в 2 км от центра города Антверпен в районе Дёрне.
У аэропорта имеется ангар для обслуживания авиалиний компании VLM. В 2005 году он обслужил 105 937 пассажиров (посчитаны: регулярные рейсы, бизнес-рейсы и чартерных рейсы). В 2006 году, аэропорт обслужил 147 849 пассажиров. Из-за короткой длины взлетно-посадочной полосы (менее 1500 метров), невозможно управлять большими самолетами в аэропорту.
Из-за того что короткая ВПП ограничивает экономический рост аэропорта, планируется расширение его взлетно-посадочной полосы.

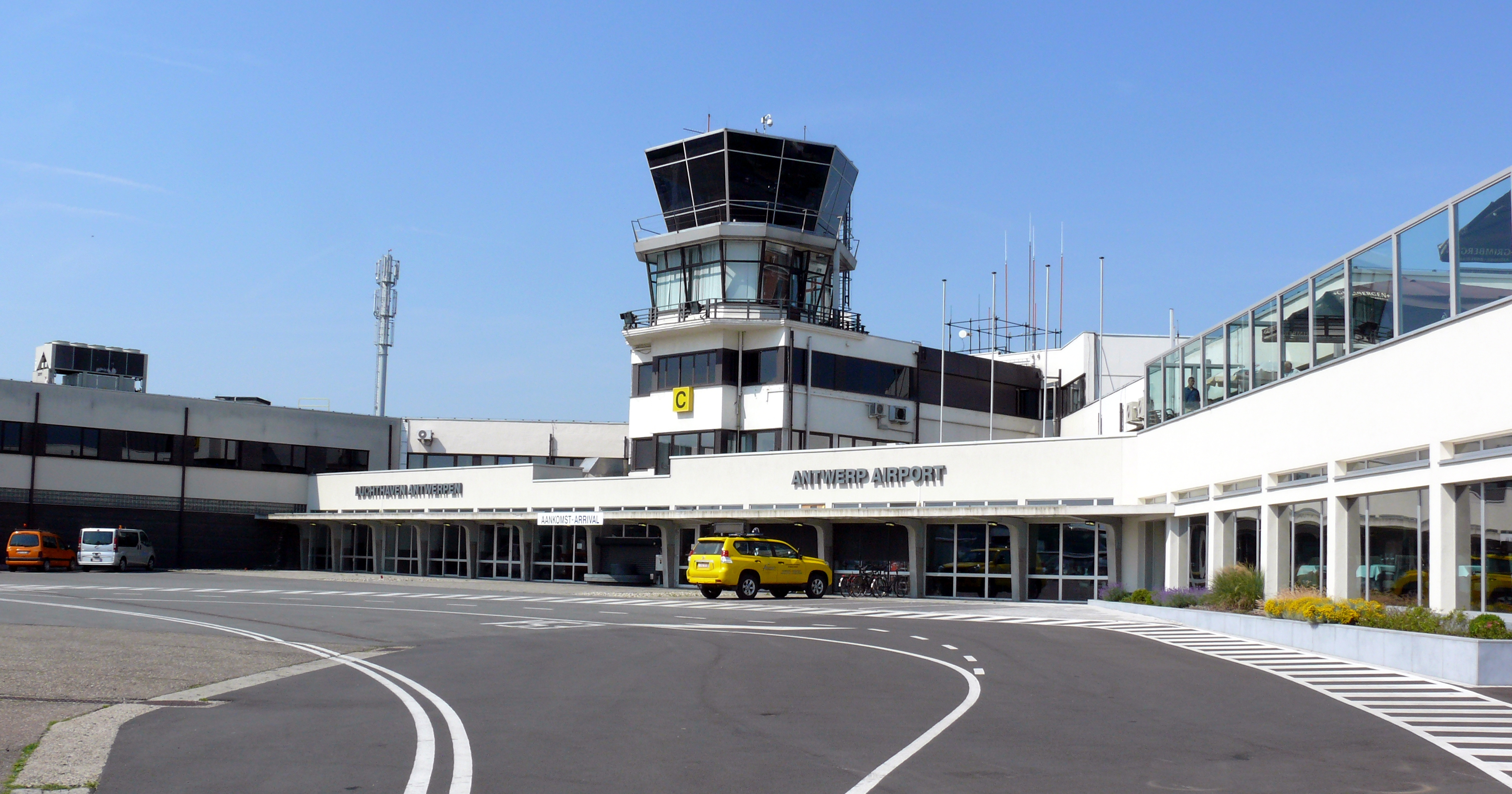
Arrival terminal